# Jean-Baptiste Janssens

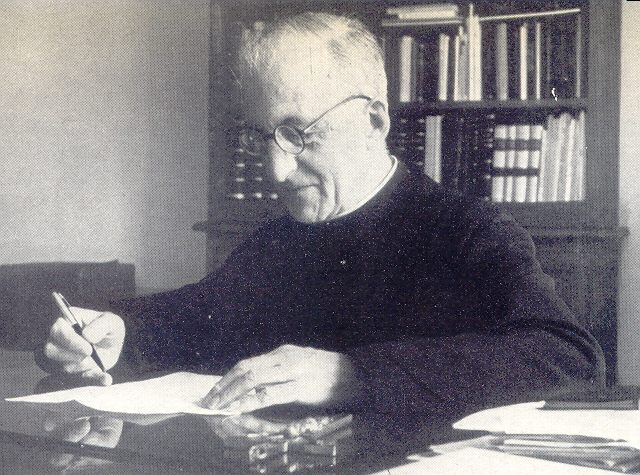

Reverendul Jean-Baptiste Janssens (n. 22 decembrie 1889, Mechelen, Belgia — d. 5 octombrie 1964) a fost al 37-lea Superior General al Ordinului iezuit.